# 藤原成親
藤原成親（1138年—1177年）日本平安時代末期的公卿。他是後白河天皇的寵臣，住所在中御門烏丸。
1142年（康治元年），因其父藤原家成是鳥羽上皇的寵臣，5歲的藤原成親被敘為從五位下的官階。1144年（天養元年）任越後國守，後歷任讚岐國守（1146年）、侍從（1152年）等職。1156年（保元元年）陞左近衛少將兼越後守。
後白河天皇即位後，因豐姿出眾，受到後白河的寵倖。平治之亂時，藤原成親是藤原信賴的同黨，本應被處死，但因其妹藤原经子之夫平重盛的說情而被赦免。1175年（安元元年）任權大納言。
1177年（治承元年），藤原成親在後白河法皇的授意下，與西光法師（成親父藤原家成養子）、俊寬僧都等人秘密準備兵馬欲反對平清盛（鹿谷陰謀事件）。然而同謀者多田行綱向平清盛告密，藤原成親等人全部被捕。成親被流備中國，其子藤原成經流放鬼界之島。不久，藤原成親在流放地墜下懸崖離奇死亡，相傳係被平清盛謀殺。

## 家族
- 父：藤原家成（日语：藤原家成）
- 母：藤原经忠之女
- 妻：藤原亲隆之女
  - 男子：藤原成经（1156年? - 1202年）
  - 男子：藤原成宗 - 藤原師長的養子
  - 女子：藤原師長室
- 妻：督之君（源忠房之女 - 二条天皇女房）
  - 男子：藤原亲实（1168年 - 1215年）
- 妻：后白河天皇京极局（藤原俊成之女）
  - 男子：阿野公佐 - 滋野井实国的養子、子孫为阿野家
  - 女子：建春門院新大納言 - 平维盛室、后改嫁藤原经房
  - 女子：藤原成子 - 持明院基宗室、後堀河天皇乳母
- 生母不明：
  - 男子：覚観（覚親）
  - 男子：尊親
  - 女子：三条公定室
  - 女子：兵衛督成家室（姓不明）
  - 女子：源家俊室
  - 女子：平清经室

## 登場作品
電視劇
- 『新・平家物語』（1972年NHK大河劇）演員：岡村春彦
- 『草燃える』（1979年NHK大河劇）演員：森井睦
- 『炎立』1993年NHK大河劇）演員：小川隆市
- 『義經』（2005年NHK大河劇）演員：森源次郎
- 『平清盛』（2012年NHK大河劇）演員：吉沢悠

電視動畫
- 『平家物語』（2022年富士電視台）声優：森宮隆